# 陈瑱
陈瑱（?—?），信安郡（郡治高要县，今广东省肇庆市）人，隋末民变岭南起义领袖。
隋炀帝大业九年（613年）八月十四乙卯日，信安郡人陈瑱聚众三万反抗隋朝，攻占信安郡。当时信安郡下辖高要县、博林县（今广东省肇庆市高要区西南）、平兴县（今广东省佛山市高明区西南更楼镇西北古城）、新兴县（今广东省新兴县）、乐城县（今广东省德庆县东南悦城镇）、端溪县（今广东省德庆县）。